# Sándor Szokolay
Dans le nom hongrois Szokolay Sándor, le nom de famille précède le prénom, mais cet article utilise l’ordre habituel en français Sándor Szokolay, où le prénom précède le nom.
Sándor Szokolay, né à Kunágota le 30 mars 1931 et mort à Sopron le 8 décembre 2013, est un compositeur hongrois et professeur à l'Université de musique Franz-Liszt à Budapest.

## Biographie
Sándor Szokolay a fait ses études au Collège musical de Békés-Tarhos, avant de travailler avec Ferenc Szabó (en) et Ferenc Farkas à l'Académie de musique de Budapest. Il mène une carrière d'enseignant du solfège dans les écoles de musique de Budapest de 1951 à 1957, travaille ensuite au département de la musique de la Radio Hongroise de 1957 à 1961. À partir de 1966, et jusqu'à sa retraite en 1994, il enseigne la prosodie, la composition et le contrepoint à l'Université de musique Franz-Liszt.

## Principales compositions
- Sonate pour violoncelle seul (1956)
- 2 Ballades, pour chœur mixte, deux pianos et percussion (1957)
- Mars du feu, oratorio (1958)
- Petite suite pour violoncelle et piano (1959)
- Concerto pour piano (1960)
- Descente d'Istar aux Enfers, oratorio (1960)
- Noces de sang, opéra (1962-1964)
- Hamlet, opéra (1966-1968)
- La Victime, oratorio-ballet (1970-1971), créé à l'Opéra de Budapest en 1971
- Samson, opéra (1973)
- Concerto pour orchestre (1982)
- Ecce Homo, opéra (1984)

## Prix et récompenses
- Prix Erkel (1965)
- Prix Kossuth (1966)
- Nommé « Artiste émérite » de la République populaire hongroise (1976)
- Prix Bártok- Pastory (1987)

## Sources
- Marc Honegger, Dictionnaire de la musique, éditions Bordas, vol. 2, p. 1224  (ISBN 2-04-016327-1)